# Lo Prado
Lo Prado é uma das 32 comunas que compõem a cidade de Santiago, capital do Chile.
A comuna limita-se: a norte com Cerro Navia e Quinta Normal; a leste com Quinta Normal e Estación Central; a sul com Estación Central e Pudahuel; a oeste com Pudahuel.